# Гвазава, Этери
Эте́ри Гваза́ва (род. 1969, Омск) — российская оперная певица (сопрано).

## Биография
Предки певицы по отцовской линии — грузины, мать — русская, в семье есть также доно-казацкие корни. Этери Гвазава родилась в Омске. После окончания 51-й омской школы поступила в музыкальное училище, в котором училась на фортепиано, а также на вокальном отделении у педагога Раисы Карповны Чебаненко. Проучившись три года, поступила в Новосибирскую консерваторию, где училась вокалу у педагога Нины Ивановны Лубяновской (окончила консерваторию в 1995 году).
Студенткой-второкурсницей в 1992 году участвовала в Москве в конкурсе молодых вокалистов, на котором ей была присуждена первая премия. В том же году состоялись её первые гастроли в Японии и полуторамесячная гастрольная поездка по Бразилии. В 1994 году Этери принимала участие в вокальном конкурсе имени Лемешева в Твери, завоевав первую премию. В результате победы в Москве в 1995 году на Баховском конкурсе, Гвазаве предложили стипендию в Германии, где она два года училась в аспирантуре в Высшей школе музыки Карлсруэ у профессора по вокалу Марии Венути. В 1997 году Гвазава стала обладательницей первого приза на конкурсе «Новые голоса» Бертельсман-фонда.
Сценический дебют состоялся в 1998 году в партии Фьордилиджи в опере Моцарта «Так поступают все» на открытии театра Пикколо в Милане. Затем Гвазава выступала в операх на сценах театров в Италии, Германии, Австрии, Франции. В 1998—2000 годах исполняла партии Лю в опере Пуччини «Турандот», Татьяны в опере Чайковского «Евгений Онегин», Микаэлы в опере Бизе «Кармен», Гретель в опере Энгельберта «Гензель и Гретель», Эльвиры в опере Моцарта «Дон Жуан» и Русалки в одноимённой опере Дворжака.
Широкое внимание общественности привлекло выступление Этери Гвазавы в партии Виолетты в опере Верди «Травиата» в дуэте с Хосе Кура под руководством дирижёра Зубина Меты. Эта опера «Травиата в Париже» («La Traviata à Paris») режиссёра Джузеппе Патрони Гриффи, продюсера Андреа Андерманна и оператора Витторио Стораро транслировалась по телевидению в прямом эфире по всему миру в 2000 году и была выпущена на CD и DVD.
С 2000 года Гвазава исполняет партии сопранового репертуара во многих операх, а также выступает в концертах, особенно в Италии, Германии, Австрии. В 2002 году певица дебютировала в опере «Сельские Ромео и Джульетта» английского композитора Фредерика Делиуса в Кальяри в Италии. Запись этого выступления была выпущена на компакт-диске.
Живёт в Карлсруэ в Германии, выступает в Париже, Милане, Гамбурге, России.

## Дискография
- 2000 — «Травиата в Париже» Дж. Верди, дирижёр Зубин Мета (CD, WEA)
- 2000 — «Травиата в Париже» Дж. Верди, дирижёр Зубин Мета (DVD)
- 2003 — «Свадьба Фигаро» В. А. Моцарта, дирижёр Зубин Мета (DVD, Arthaus)
- 2004, 2009 — Симфония 2 / Воскресения Г. Малера, дирижёр Клаудио Аббадо (CD, Naxos Germany GmbH)
- 2004 — Симфония № 2 Г. Малера, дирижёр Клаудио Аббадо (CD, Deutsche Grammophon (Universal)
- 2004 — «Аббадо в Люцерне»: произведения Дебюсси, дирижёр Клаудио Аббадо (DVD, Naxos Germany GmbH)
- 2005 — «Свадьба Фигаро» В. А. Моцарта, дирижёр Зубин Мета (DVD, TDK)
- 2010 — Симфония № 2 / Воскресения Г. Малера, дирижёр Клаудио Аббадо (Blu-Ray, Naxos Germany GmbH)